# Niederländische Badmintonnationalmannschaft

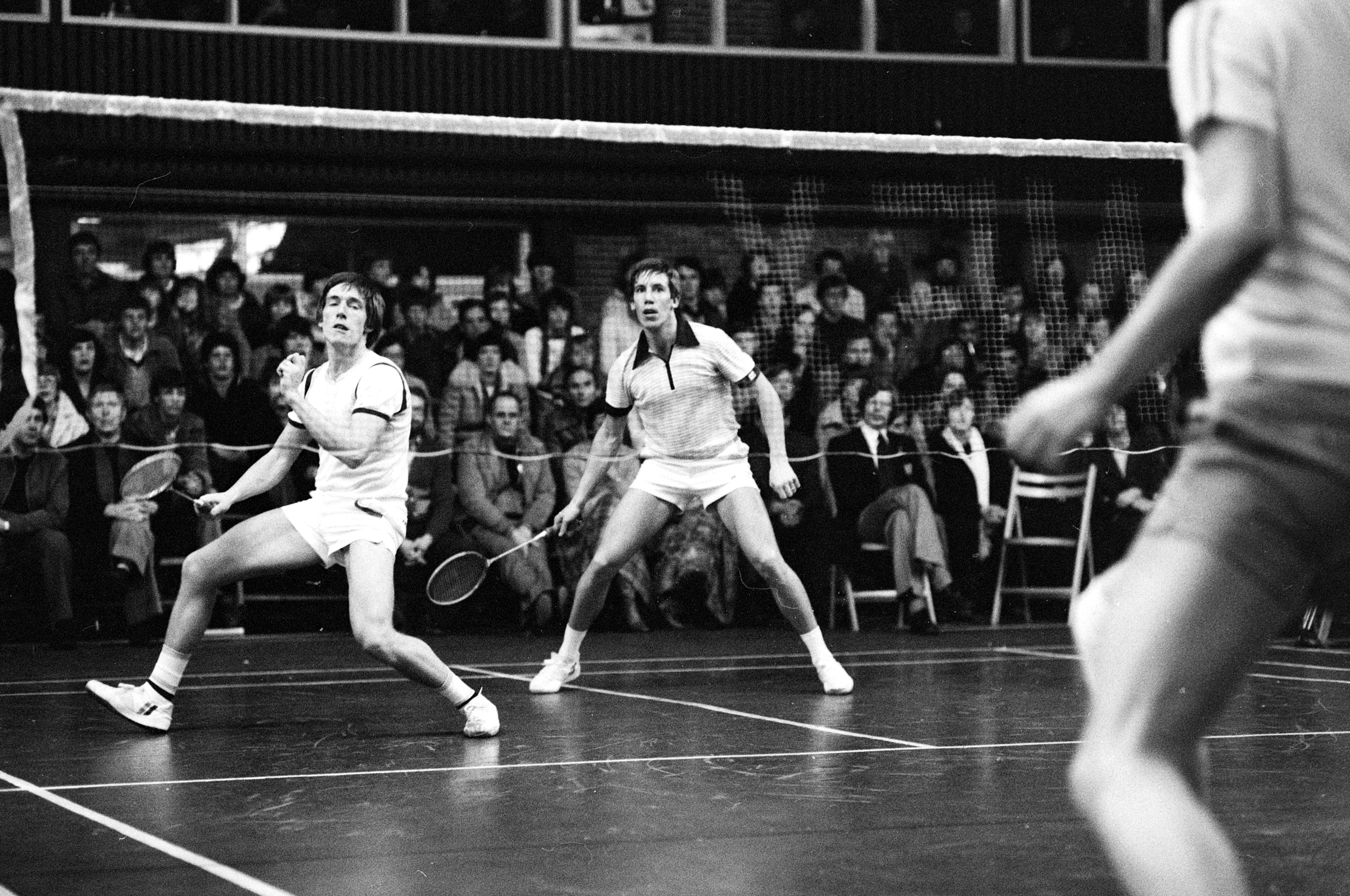
Rob und Piet Ridder

Die niederländische Badmintonnationalmannschaft repräsentiert die Niederlande in internationalen Badmintonwettbewerben. Die Mannschaft tritt als reines Männerteam (Thomas Cup), reines Frauenteam (Uber Cup) oder als gemischte Mannschaft auf.

## Teilnahme an Welt- und Kontinentalmeisterschaften
| Thomas Cup - Thomas Cup 1998 – 7./8. | Uber Cup - Uber Cup 2002 – 3. - Uber Cup 2006 – Finalist - Thomas Cup 2008 – Viertelfinalist | Sudirman Cup - Sudirman Cup 1989 – 8. - Sudirman Cup 2001 – 9. - Sudirman Cup 2005 – 12. - Sudirman Cup 2007 – 14. |

## Medaillengewinner bei Europameisterschaften

### Damen
| Name                          | Doppelpartner                                  | Mixedpartner                                        | Medaillen                                                       |
| ----------------------------- | ---------------------------------------------- | --------------------------------------------------- | --------------------------------------------------------------- |
| Agnes Geene                   | Joke van Beusekom                              |                                                     | DD – 1968                                                       |
| Joke van Beusekom             | Agnes Geene, Marjan Ridder-Luesken             |                                                     | DE – 1972, 1974, 1978 DD – 1968, 1974, 1978                     |
| Marjan Ridder-Luesken         | Joke van Beusekom                              | Rob Ridder                                          | DD – 1974 MX – 1976, 1978                                       |
| Eline Coene                   | Erica van den Heuvel-van Dijk                  |                                                     | DE – 1988 DD – 1990                                             |
| Sonja Mellink                 |                                                | Ron Michels                                         | MX – 1992                                                       |
| Erica van den Heuvel-van Dijk | Maria Bengtsson, Monique Hoogland, Eline Coene | Ron Michels, Michael Keck, Chris Bruil, Alex Meijer | DD – 1990 DD – 1994, 1998 MX – 1988 MX – 1994, 1996, 1998, 2000 |
| Monique Hoogland              | Erica van den Heuvel-van Dijk                  |                                                     | DD – 1998                                                       |
| Nicole van Hooren             | Lotte Bruil-Jonathans                          |                                                     | DD – 2000                                                       |
| Lotte Bruil-Jonathans         | Mia Audina, Nicole van Hooren                  | Chris Bruil                                         | DD – 2004 DD – 2000 MX – 2002                                   |
| Yao Jie                       |                                                |                                                     | DE – 2002 DE – 2004, 2006, 2012                                 |
| Mia Audina                    | Lotte Bruil-Jonathans                          |                                                     | DE – 2004 DE – 2002, 2006 DD – 2004                             |
| Brenda Beenhakker             |                                                |                                                     | DE – 2002                                                       |
| Eefje Muskens                 |                                                | Selena Piek                                         | DD – 2014                                                       |
| Selena Piek                   |                                                | Eefje Muskens                                       | DD – 2014                                                       |
| Samantha Barning              |                                                | Jorrit de Ruiter                                    | MX – 2014                                                       |

### Herren
| Name             | Doppelpartner    | Mixedpartner                          | Medaillen             |
| ---------------- | ---------------- | ------------------------------------- | --------------------- |
| Rob Ridder       |                  | Marjan Ridder                         | MX – 1976, 1978       |
| Alex Meijer      | Pierre Pelupessy | Erica van Dijk                        | HD – 1990 MX – 1988   |
| Pierre Pelupessy | Alex Meijer      |                                       | HD – 1990             |
| Ron Michels      |                  | Sonja Mellink, Erica van den Heuvel   | MX – 1992, 1994, 1996 |
| Jeroen van Dijk  |                  |                                       | HE – 1996             |
| Chris Bruil      |                  | Erica van den Heuvel, Lotte Jonathans | MX – 2000, 2002       |
| Jorrit de Ruiter | Samantha Barning |                                       | MX – 2014             |

### Medaillenstatistik
| Platz | Name                  | M/F | Gold | Silber | Bronze | Total |
| ----- | --------------------- | --- | ---- | ------ | ------ | ----- |
| 1.    | Mia Audina            | F   | 2    | 2      | 0      | 4     |
| 2.    | Yao Jie               | F   | 1    | 0      | 3      | 4     |
| 2.    | Lotte Bruil-Jonathans | F   | 1    | 0      | 2      | 3     |
| 4.    | Erica van den Heuvel  | F   | 0    | 2      | 6      | 8     |
| 5.    | Eline Coene           | F   | 0    | 1      | 1      | 2     |
| 5.    | Alex Meijer           | M   | 0    | 1      | 1      | 2     |
| 7.    | Joke van Beusekom     | F   | 0    | 0      | 6      | 6     |
| 8.    | Ron Michels           | M   | 0    | 0      | 3      | 3     |
| 8.    | Marjan Ridder         | F   | 0    | 0      | 3      | 3     |
| 10.   | Chris Bruil           | M   | 0    | 0      | 2      | 2     |
| 10.   | Rob Ridder            | M   | 0    | 0      | 2      | 2     |
| 12.   | Agnes Geene           | F   | 0    | 0      | 1      | 1     |
| 12.   | Sonja Mellink         | F   | 0    | 0      | 1      | 1     |
| 12.   | Nicole van Hooren     | F   | 0    | 0      | 1      | 1     |
| 12.   | Monique Hoogland      | F   | 0    | 0      | 1      | 1     |
| 12.   | Brenda Beenhakker     | F   | 0    | 0      | 1      | 1     |
| 12.   | Pierre Pelupessy      | M   | 0    | 0      | 1      | 1     |
| 12.   | Jeroen van Dijk       | M   | 0    | 0      | 1      | 1     |
| 12.   | Eefje Muskens         | F   | 0    | 0      | 1      | 1     |
| 12.   | Selena Piek           | F   | 0    | 0      | 1      | 1     |
| 12.   | Samantha Barning      | F   | 0    | 0      | 1      | 1     |
| 12.   | Jorrit de Ruiter      | M   | 0    | 0      | 1      | 1     |

## Weitere bekannte Spieler und Spielerinnen
| Herren - Ruud Kuijten - Dicky Palyama - Koen Ridder | Damen - Imre Rietveld Nielsen - Astrid van der Knaap - Yik-Man Wong |